# قطعنامه ۷۲۱ شورای امنیت
قطعنامه ۷۲۱ شورای امنیت سازمان ملل متحد که در تاریخ ۲۷ نوامبر ۱۹۹۱ تصویب شد، سندی بین‌المللی دربارهٔ جمهوری فدرال سوسیالیستی یوگسلاوی است. این قطعنامه طی نشست ۳۰۱۸ام با ۱۵ رای موافق، ۰ مخالف و ۰ ممتنع تصویب شد.